# Google.org
Google.org는 2005년 10월 설립된 인터넷 검색 엔진 회사 구글의 자선 부문이다. 지구 규모의 빈곤, 에너지, 환경에의 공헌을 사명으로 하고 있다. 비영리 자선이라는 조직 형태를 취하고 있으며, 과세 대상이다. 또한 로비를 하거나 이윤을 낳는 상업 분야의 투자에 출자할 수 있다. Google.org는 2008년 1월까지 7500만 US 달러의 투자와 지원을 표명하고 있다.

## 같이 보기
- 구글 파워미터
- V2G